# Mänskliga rättigheter

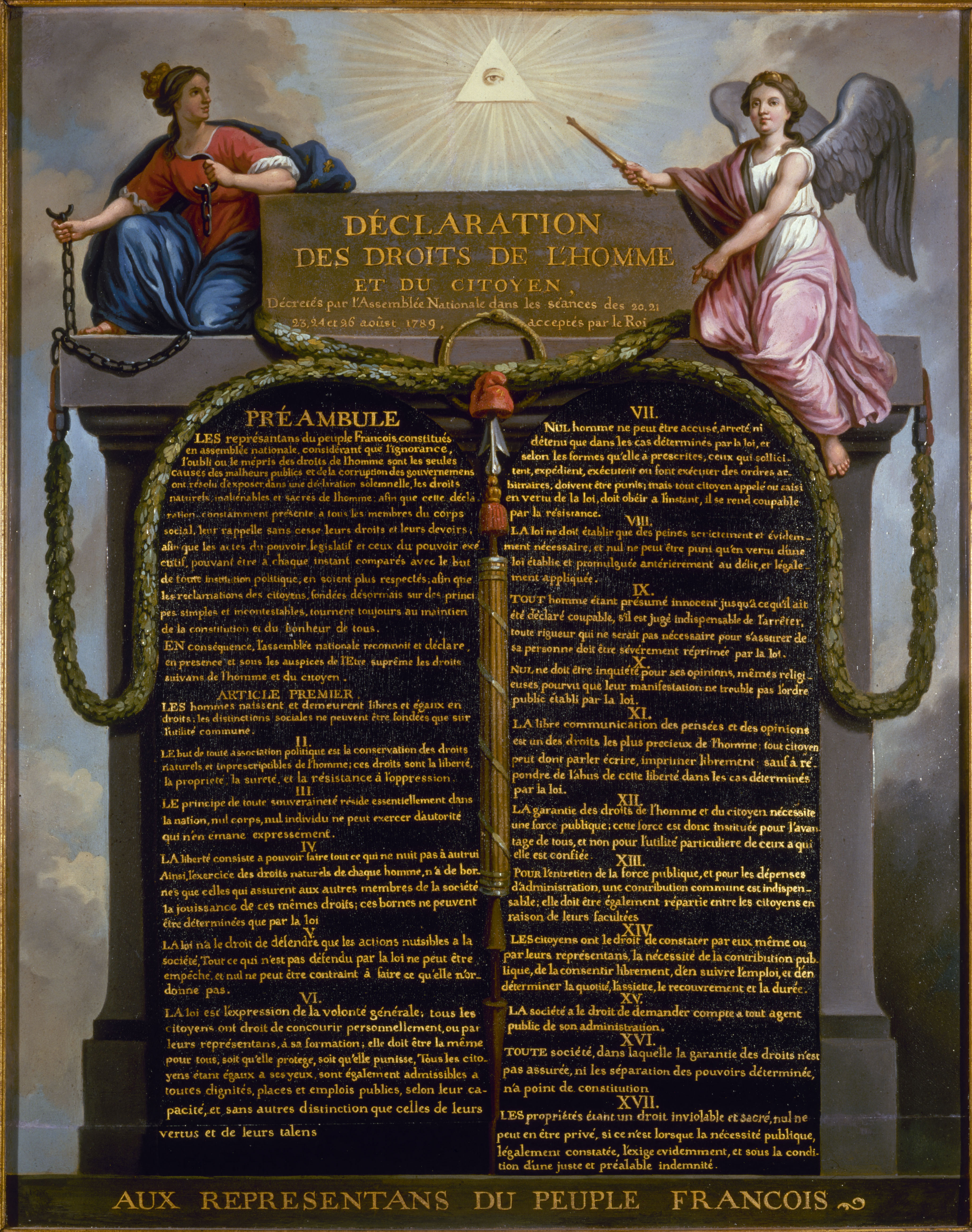
Deklarationen om människans och medborgarens rättigheter, antagen av Frankrikes nationalförsamling 1789

De mänskliga rättigheterna är en del av folkrätten och övrig internationell rätt, och preciseras i internationella överenskommelser. Dessa rättigheter reglerar relationen mellan statsmakten och individen och fastställer samtidigt vissa skyldigheter som staten har gentemot individen. De mänskliga rättigheterna har sitt ursprung i den engelska Magna Carta från 1215, den franska Deklarationen om människans och medborgarens rättigheter från 1789 och den amerikanska självständighetsförklaringen från 1776. I Sverige var det Magnus Ladulås lag från 1280 Alsnö stadga som gav frälset sina första rättigheter mot kungens makt. Vissa anger Kyros cylinder som ett tidigt exempel på en uppräkning av några av dagens mänskliga rättigheter.
De mänskliga rättigheterna framställs ofta som universella, bland annat i det engelska namnet på  FN:s deklaration om de mänskliga rättigheterna. Det innebär att de avses gälla över hela jorden, oavsett land, kultur eller andra omständigheter. De ska gälla för var och en, oavsett etnisk tillhörighet, hudfärg, kön, språk, religion, sexuell läggning, politisk uppfattning eller social ställning. De slår fast att alla människor är födda fria, är lika i värdighet och har samma rättigheter. Endast de rättigheter som skyddas i den primära folkrätten kan dock upprätthållas i juridisk mening, oavsett en viss stats anslutning till berörda internationella överenskommelser.
De mänskliga rättigheterna preciseras alltså i olika internationella överenskommelser. Bland dessa överenskommelser kan man skilja mellan konventioner och protokoll, som blir bindande i.o.m. att staterna uttryckligen förklarar sig bundna av dem, och förklaringar och deklarationer som utgör politiska förpliktelser. Den mest kända deklarationen är FN:s deklaration om de mänskliga rättigheterna från 1948.

## Historia

### Förhistoria
Kyros den stores cylinder räknas som ett av de äldsta dokumenten om mänskliga rättigheter eftersom texten slår vakt om människans rätt till liv, egendom, tankefrihet, religionsfrihet och rätt att bosätta sig var hon vill. Kyros  cylinder är dock präglad av sin samtid men kan i vissa avseenden betraktas som en föregångare till vår tids universella rättighetsdeklarationer. Ett väsentligt större inflytande över dagens syn på de mänskliga rättigheter torde det engelska Magna Charta-dokumentet från 1215 ha utövat. I det begränsades kungamaktens krav på suveränitet. Det kom så småningom att utmynna i den i dagens demokratier vedertagna regeln att ingen kung, president eller annat makthavare kan stå över lagen.

### 1900-talet
1941 formulerade president Roosevelt fyra friheter (The Four Freedoms) som var hans vision om världen efter andra världskriget: frihet att tala och uttrycka sig över hela världen, frihet att tillbedja Gud på sitt eget sätt över hela världen, frihet från armod (want) och frihet från rädsla. I synnerhet de två sista friheterna brukar framhållas som beskrivning av de mänskliga rättigheterna, då de anses inbegripa de två förra.
Under Världskonferensen i Teheran 1968 fastslogs att de mänskliga rättigheterna och friheterna är odelbara och avhängiga varandra. Olika stater har emellertid sedan de ratificerat dem uttryckt kritik för att de ekonomiska, sociala och kulturella rättigheterna utvecklats till ambitioner snarare än grundläggande, universella rättigheter.

## Universella konventioner
Efter andra världskriget har olika dokument arbetats fram inom ramen för Förenta Nationernas stadgar som behandlar de mänskliga rättigheterna. De grundläggande internationella konventionerna är
- FN:s allmänna deklaration om de mänskliga rättigheterna (1948)
- Folkmordskonventionen (1948)
- FN:s konvention om avskaffande av alla former av rasdiskriminering (1965)
- Konventionen om ekonomiska, sociala och kulturella rättigheter (1966)
- FN:s konvention om civila och politiska rättigheter (1966)
- Konventionen mot all slags diskriminering av kvinnor (1979)
- Konventionen mot tortyr och annan grym, omänsklig eller förnedrande behandling eller bestraffning (1984)
- Konventionen om barnets rättigheter (1989)
- Konventionen till skydd för alla migrantarbetares och deras familjers rättigheter (1990)
- FN:s deklaration om människorättsförsvarare (1998)
- Konventionen om rättigheter för personer med funktionsnedsättning (2006)
- Konventionen till skydd för alla människor mot påtvingade försvinnanden (2006)

Texten till deklarationen om de mänskliga rättigheterna skrevs av FN:s kommission för de mänskliga rättigheterna, med Eleanor Roosevelt som ordförande. Den 10 december 1948 antogs den av generalförsamlingen med 48 röster för, 0 emot, och 8 blanka, däribland Sydafrika, Sovjetunionen och övriga länder i östblocket.

## Internationella konventioner
- Den europeiska konventionen angående skydd för de mänskliga rättigheterna och de grundläggande friheterna (1950)
- Den amerikanska konventionen om mänskliga rättigheter, (1969)
- Afrikanska stadgan om mänskliga och folkens rättigheter, (1981)
- Kairodeklarationen om de mänskliga rättigheterna i islam (1990; aldrig officiellt antagen)
- Arabiska stadgan om de mänskliga rättigheterna (1994; trädde i kraft maj 2008)
- Europeiska unionens stadga om de grundläggande rättigheterna, (2000)

## Olika typer av mänskliga rättigheter
Olika kategoriseringar kan göras av de mänskliga rättigheterna, men detta görs alltid utan att dessa rättigheter graderas inbördes. Rättigheterna gäller bland annat varje individs rätt till ett drägligt liv, rätt till sina innersta tankar, skydd för familjen, frihet från tortyr och slaveri, rätt till utbildning och rätt till yttrandefrihet och deltagande i landets styre.
De mänskliga rättigheterna preciseras i detalj av en lång rad dokument. För att få en överblick över dessa delas rättigheterna ibland in i kategorierna: medborgerliga och politiska rättigheter, ekonomiska, kulturella och sociala rättigheter, samt rättigheter som innebär ett särskilt skydd för individer som tillhör vissa grupper.
Som en garanti för att de mänskliga rättigheterna ska efterlevas behöver rättssäkerhet och rättsstatens principer råda. Det rör bland annat likhet inför lagen, rätten till domstolsprövning inom rimlig tid gällande anklagelser om brott, förbudet mot godtyckligt frihetsberövande liksom rätten till en korrekt och opartisk rättegång.

### Medborgerliga och politiska rättigheter
Till de medborgerliga och politiska rättigheterna ingår bland annat: rätt till liv, förbud mot tortyr, förbud mot slaveri och tvångsarbete, rätt till frihet och säkerhet, rätt till en rättvis rättegång och effektivt rättsmedel, skydd för privat- och familjeliv samt rätt till likställdhet mellan makar. Tankefrihet, samvetsfrihet och religionsfrihet, yttrandefrihet, förenings- och mötesfrihet, förbud mot diskriminering, rätt till allmän och lika rösträtt, samt skydd för egendom är även rättigheter som brukar räknas till den här kategorin.

### Skydd för vissa grupper
Rättigheter som ska skydda vissa särskilda grupper gäller bland annat:
- Nationella minoriteter och urbefolkningar
- Barnets rättigheter
- Kvinnors rättigheter - kvinnlig rösträtt
- Rättigheter för personer med funktionsnedsättning
- Rättigheter för HBTQ-personer (Yogyakartaprinciperna)
- Asylfrågor
- Övriga frågor

## Skillnader mellan olika deklarationer och konventioner
Trots att de mänskliga rättigheterna är universella, har dess konventioner formulerats olika, varför det ibland uppstått konflikter i tolkningen. Europakonventionen och den amerikanska konventionen om de mänskliga rättigheterna, utgår huvudsakligen från individens rätt, och har sin idéhistoriska upprinnelse i humanismen, den västerländska debatten om naturrätten och upplysningens idédebatt. Vad beträffar den afrikanska stadgan om de mänskliga rättigheterna, och även generellt i u-länder och i stater utan parlamentariskt demokratiska system, däribland Kina, har de mänskliga rättigheterna delvis kollektiva formuleringar, och betonar även folkets rätt till utveckling, men också individers skyldigheter.
Under världskonferensen i Wien 1993 uppenbarades tolkningsolikheterna även så tillvida att bland annat Kina och Pakistan menade att de mänskliga rättigheterna är varje stats angelägenhet, och att FN inte har rätt att kontrollera att staterna efterlever dem. I samband med detta enades konferensen om en deklaration som slog fast att världssamfundet har en universell kontrollfunktion och ska se till att de mänskliga rättigheterna efterlevs. För detta instiftades samma år en högkommissarie för mänskliga rättigheter. Högkommissarien är placerad i Genève och är tillika chef för centret för de mänskliga rättigheterna.
FN:s deklaration om de mänskliga rättigheterna kan betraktas som internationell lag genom rättspraxis (international costumary law), även om den inte till formen är juridiskt bindande.

## EU, Europakonventionen och mänskliga rättigheter
I EU har Mänskliga rättigheter en central plats genom Europakonventionen. Stater som vill söka medlemskap i EU möter krav på att uppfylla grundläggande mänskliga rättigheter. EU ställer även krav på omvärlden. EU har också utarbetat särskilda riktlinjer för att främja de mänskliga rättigheterna genom sina relationer med tredje land. Det gäller bland annat riktlinjer om dödsstraff och tortyr samt barns och kvinnors rättigheter.
Europadomstolen och Europeiska unionens domstol är de primära och huvudsakliga utövarna av juridiska mänskliga rättigheter i Sverige samt har tolkningsföreträde i alla avseenden som berör mänskliga rättigheter och EU-rätt.

## FN

### FN:s råd för mänskliga rättigheter och andra speciella ändemål
Beslutet att etablera FN:s råd för mänskliga rättigheter skedde vid Världstoppmötet 2005, och rådet grundades formellt av FN:s generalförsamling den 15 mars 2006. Rådet har mandat att undersöka brott mot mänskliga rättigheter samt framföra rekommendationer om dessa. Rådet är ett underorgan till generalförsamlingen.